# 應用行為分析
應用行為分析（英語：applied behavior analysis）是一個以現有知識為基礎發展一些技巧來協助行為改變的科學方法（scientific technigues）。
應用行為分析實際上已經取代行為修改，因為「行為修改」未在試圖改變行為前先釐清該行為與環境之間的交互作用關係。